# Circaea mollis
Circaea mollis är en dunörtsväxtart som beskrevs av Sieb. och Zucc.. Circaea mollis ingår i släktet häxörter, och familjen dunörtsväxter. Inga underarter finns listade i Catalogue of Life.